# Goldscheuer

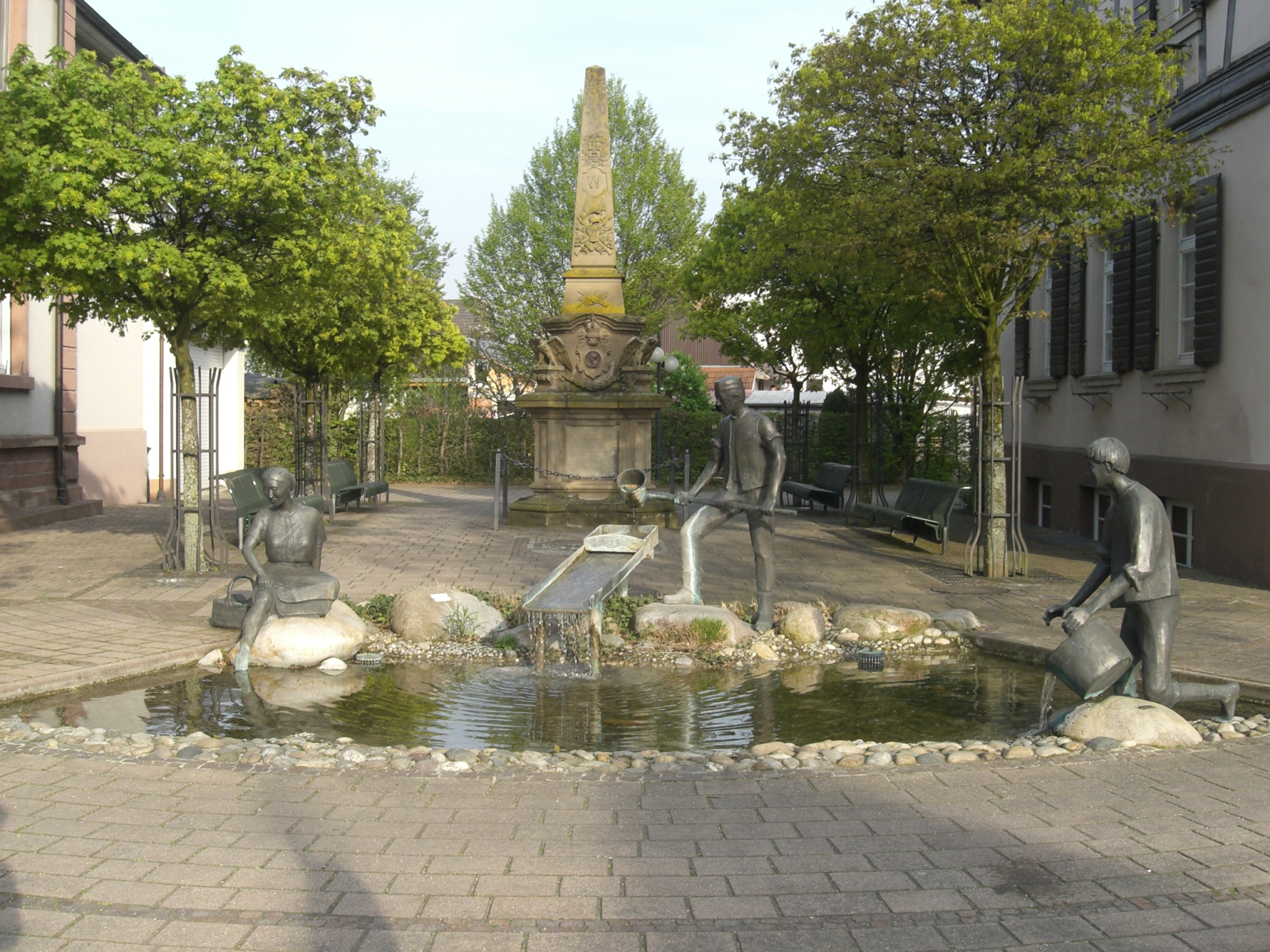
Goldwäscherbrunnen, Wahrzeichen Goldscheuers

Goldscheuer ist ein Stadtteil von Kehl im Ortenaukreis in Baden-Württemberg.

## Geographische Lage
Goldscheuer liegt rund neun Kilometer südlich der Kernstadt in der Oberrheinischen Tiefebene direkt am Rhein in der badischen Ortenau. Im Norden grenzt Goldscheuer, bzw. der Ortsteil Marlen an Sundheim, südlich an die Gemeinde Neuried (Baden) und östlich an die Ortsteile von Willstätt. Im Westen bildet der Rhein die natürliche Grenze. Auf der westlichen Seite des Rheines befindet sich Eschau (Bas-Rhin).
Goldscheuer bildete zusammen mit Kittersburg und Marlen seit Jahrhunderten eine politische, jedoch territorial voneinander getrennte Dreiergemeinde. Goldscheuer selbst wurde 1424 erstmals urkundlich erwähnt.

## Geschichte
Im Holländischen Kriegs kam es am 1. August 1675 zum Gefecht bei Goldscheuer (in der älteren Literatur auch „Gefecht bei Goltschier“ genannt, nach der damaligen alemannischen Ortsnamensform). Dazu kam es, als die französischen Truppen bei ihrem gescheiterten Feldzug am Oberrhein nach der verlorenen Schlacht bei Sasbach am 27. und 28. Juli sich zwischen Goldscheuer und Müllen (hinter der Schutter) noch einmal den kaiserlichen Truppen entgegenstellten. Raimondo Montecuccoli, der kaiserliche Heerführer, ließ den von Johann Heinrich von Dünewald befehligten Truppenteil die Franzosen umgehen. Bei Goldscheuer kam es zum Kampf. Schließlich flohen die Franzosen in Richtung der Rheinbrücke von Altenheim.
Durch die direkte Lage am Rhein war Goldscheuer ein von der Fischerei und Goldwäscherei geprägtes Dorf. Als Erinnerung an die Goldwäscherzeit, welche in der Zeit von 1817 bis 1866 eine Blüte erlebte, wurde in Goldscheuer ein Goldwäscherbrunnen errichtet. Dieser Brunnen befindet sich zwischen dem historischen Schulhaus und dem Rathaus von Goldscheuer.
Am 1. Dezember 1971 verlor Goldscheuer seine Eigenständigkeit und wurde durch Eingemeindung zu einem Ortsteil der Stadt Kehl.

## Demographie
Einwohnerzahlen nach dem jeweiligen Gebietsstand.
| Jahr | Einwohnerzahl |
| ---- | ------------- |
| 1961 | 2.471         |
| 1970 | 2.970         |
| 2013 | 5.000         |

## Politik
Als Ergebnis der Gemeindegebietsreform wurde Goldscheuer 1971 nach Kehl eingemeindet, und das Amt des Ortsvorstehers geschaffen. Amtsinhaber, und damit Vorsitzender des Ortschaftsrates, ist seit 1971 Richard Schüler (CDU). Schüler war bereits vor der Eingemeindung nach Kehl Bürgermeister seit 1967.
Die Kommunalwahl am 9. Juni 2024 brachte für den Ortschaftsrat folgende Sitzverteilung:
| Insgesamt 14 Sitze - CDU/Bürgerforum: 5 - SPD/Bürgerliste: 3 - FW Kehl: 4 - Leben im Dorf: 2 |

## Kultur und Sehenswürdigkeiten

### KircheMaria, Hilfe der Christen

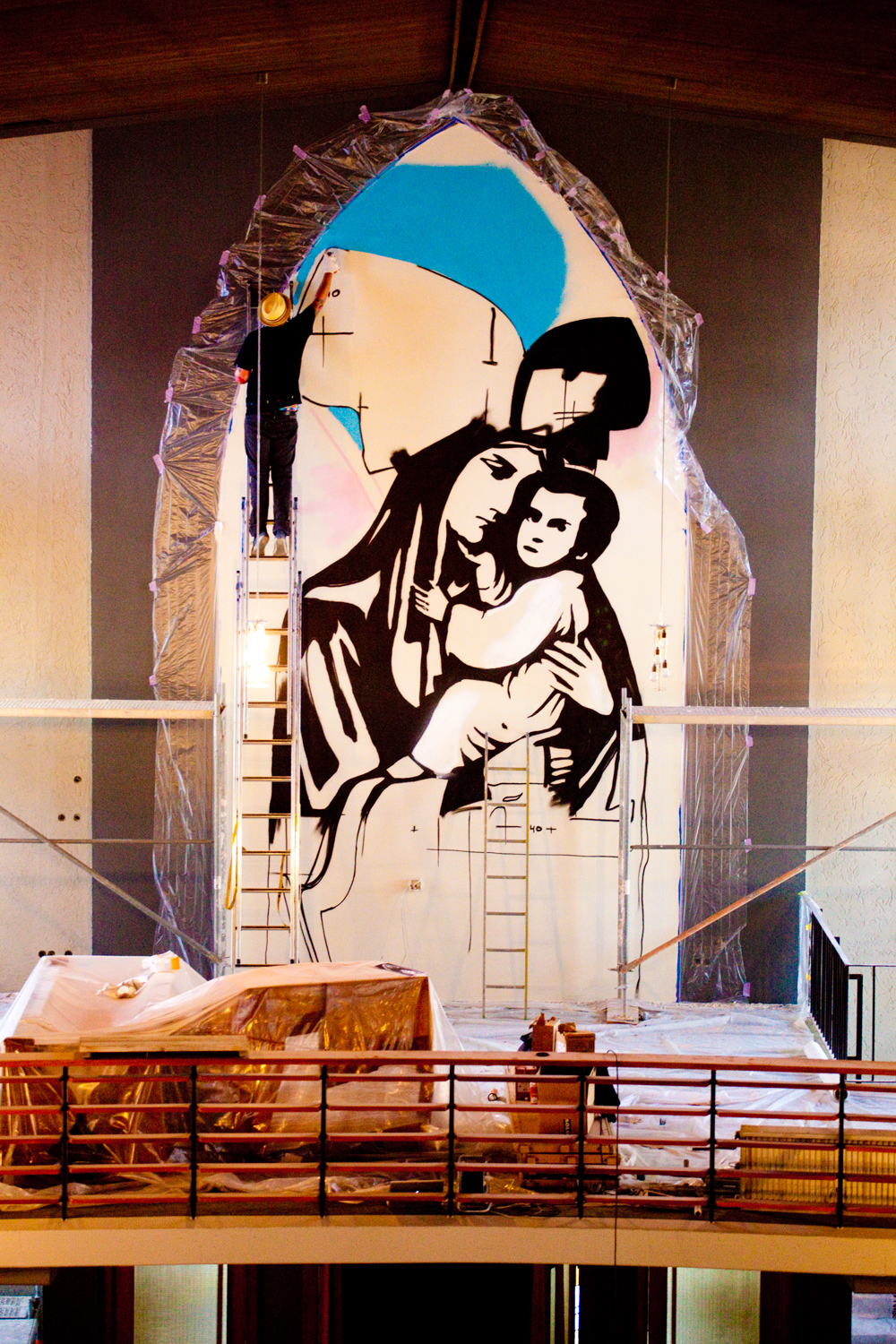
Stefan Strumbel bei der Arbeit an der Madonna

Die 1961 errichtete katholische Pfarrkirche Maria, Hilfe der Christen sollte laut Beschluss der Diözese Freiburg im Breisgau von 2005 profaniert und verkauft werden. Erst im Jahre 2010 nahm man von diesen Überlegungen Abstand, nachdem durch Spendengelder und andere Mittel die Renovierung und der Umbau der Kirche gesichert waren. Auf der Westwand des Kircheninnenraumes bringt der Graffiti-Künstler Stefan Strumbel aus Offenburg eine sechs Meter hohe Maria mit Christuskind auf dem Arm an. Seit dem Jahre 2011 steht die neu gestaltete Kirche wieder für Gottesdienste zur Verfügung.

### Jubiläum
Im Jahr 2008 veranstaltete Goldscheuer mit Marlen und Kittersburg zusammen eine 725-Jahr-Feier, bei der an drei verschiedenen Terminen das Jubiläum gefeiert wurde.

### Wappen
Das Wappen von Goldscheuer zeigt eine goldene Scheune auf grünem Grund. Das Grün soll die Rheinauen symbolisieren. Der Hintergrund des Wappens ist in Rot gehalten.

### Sport
Der erfolgreichste Sportverein Goldscheuers sind die Sportfreunde Goldscheuer, dessen Tauzieh-Abteilung mehrere deutsche und internationale Erfolge verzeichnen konnte. Die SF sind u. a. Rekordmeister des DRTV (Deutscher Rasenkraftsport- und Tauzieh-Verband).

## Wirtschaft und Infrastruktur

### Unternehmen
In Goldscheuer hat das Maschinenbauunternehmen MAJA-Maschinenfabrik Hermann Schill GmbH seinen Hauptsitz. Maja ist Teil der isländischen Marel-Gruppe.
Am südlichen Ende der Ortschaft liegt der 26,8 Hektar große, interkommunale Gewerbepark „Basic“, der von der Stadt Kehl und der Gemeinde Neuried gemeinsam unterhalten wird. Das Gewerbegebiet bot im Frühjahr 2016 Platz für 18 Unternehmen mit insgesamt über 300 Mitarbeitern.

### Verkehr
Die Orte Goldscheuer und Marlen werden von der Landesstraße 75 durchzogen. Die Busanbindungen finden durch die SWEG (u. a. Linie 106) statt.

### Landwirtschaft
Seit vielen Jahrzehnten ist der Anbau von Tabak eine wichtige Erwerbsquelle der Landwirte in Goldscheuer. Eine weitere große Einnahmequelle bildet der Anbau von Kraut, welches den Anlass zum alljährlichen Sauerkrautfest, im Volksmund „Surkruttfeschd“ gab.
Stark zugenommen hat der Anbau von Mais zur Belieferung einer Biogasanlage auf benachbarter Gemarkung.
Außerdem werden noch von vielen Bewohnern und Kleinbauern Spargel, Kartoffeln und Mais sowie diverse andere Pflanzen für den Eigenbedarf angebaut.

### Bildung
Goldscheuer hat zwei Grundschulen (GS), eine im Hauptort, die andere im Ortsteil Marlen. Zusätzlich ist in der Grundschule in Goldscheuer ein Standort der Volkshochschule Kehl-Hanauerland untergebracht.